# 금광초등학교 조령분교
금광초등학교 조령분교는 대한민국 경기도 안성시에 있는 공립 초등학교이다.

## 학교 연혁
- 2000년 9월 1일: 금광초등학교 조령분교로 개편[2]

## 참고 자료
- 금광초등학교조령분교장 - 한국교육학술정보원 학교알리미